# As-Sib
as-Sib (arabiska: السيب) är en stad i norra Oman, och är belägen i provinsen Muskat, vid kusten mot Omanbukten. Den är landets folkrikaste stad, med 250 100 invånare (2006). Omans största flygplats, Muskats internationella flygplats (före detta Seeb International Airport), är belägen nära staden.